# Augsburger Straße (Berlin)
Die Augsburger Straße ist eine zentral in der City West gelegene Berliner Straße, nicht zu verwechseln mit einer gleichnamigen Straße in Berlin-Lichtenrade. Sie wurde 1887 angelegt und reichte damals vom Kurfürstendamm bis zur Eisenacher Straße. Nachdem sie 1936 und dann nochmal 1957 gekürzt wurde, verläuft sie als Parallelstraße der Tauentzienstraße nur noch zwischen Joachimsthaler und Passauer Straße.
Anfang des 20. Jahrhunderts wurde sie Teil des „Neuen Westens“, in den Goldenen Zwanzigern gab es dort zahlreiche prominente Lokalitäten, und die Straße hatte Anteil an einer kurzen Blütezeit deutscher Kunst und Kultur. Als Folge des Nationalsozialismus verlor die Straße diese Bedeutung. Im Zweiten Weltkrieg erlitt die Bebauung schwere Schäden. In der Nachkriegszeit war sie über Jahrzehnte Ort eines größeren Straßenstrichs. Erst in den 1980er Jahren wurden die letzten großen Baulücken, die durch den Krieg gerissen worden waren, wieder geschlossen. Heute ist die Augsburger Straße eine reine Wohn- und Geschäftsstraße, insbesondere geprägt von mehreren großen Hotels der Oberklasse. Die Anwohnerschaft verfügt im Durchschnitt über ein gehobenes Einkommen.

## Neuanlage der Straße
Die Augsburger Straße wurde 1862 im ersten Berliner Bebauungsplan, dem Hobrecht-Plan, als die Straßen Nr. 29 und 30 des Abschnitts IV ausgewiesen. Bis 1887 wurde sie angelegt und am 11. März des Jahres nach der bayerischen Stadt Augsburg benannt. Zum Zeitpunkt ihrer Anlage war die Straße rund 1400 Meter lang, begann am Kurfürstendamm und reichte über Joachimsthaler Straße, Rankestraße, Marburger Straße, Nürnberger Straße, Passauer Straße, Ansbacher Straße, Welserstraße, Martin-Luther-Straße und Kalckreuthstraße bis hin zur Eisenacher Straße.
Kurze Zeit lag die Augsburger Straße am Stadtrand. Der kurz nach der Anlage hier als Kind für rund zwei Jahre lebende Moritz Goldstein beschrieb den damaligen Charakter der Straße als Ort, „wo die grosse Stadt in offenes Land überging […] In zehn Minuten konnten wir die unberührte Natur mit bestelltem Kornfeld, Wiesengras und Wasserläufen erreichen“. Goldstein hielt zugleich den wirtschaftlichen wie baulichen Moment des Wachstums im Viertel fest, wenn er von den Anwohnern schrieb, „die meisten machten es gut und kamen vorwärts, als die Gegend sich entwickelte“ und „Mit Stolz und brennender Teilnahme beobachteten wir, wie die Stadt um uns her wuchs.“

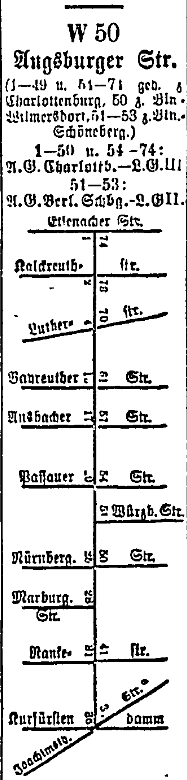
Schema des Straßenverlaufs mit Hausnummern,
Berliner Adressbuch, 1919

Vorübergehend gab es noch Grünflächen, ein Stadtplan von 1893 weist an der Ecke zur Joachimsthaler Straße eine Grünanlage als Hippodrom aus. In diesen Lücken aber kündigte sich bereits der neue Westen an: Am 23. Juli 1890 gastierte Buffalo Bill „in einem umzäunten, mit Gehölz bedeckten großen Parke“ an der Einmündung zum Kurfürstendamm mit seiner Wildwestshow aus rund zweihundert Indianern, Cowboys und Artisten sowie zweihundert Tieren. Die Kunstschützin Annie Oakley sorgte dabei für eine Sensation, als Kaiser Wilhelm II. sich eine Zigarre anzündete, sie fragte, ob sie sie ihm aus dem Mund schießen würde und Oakley sie ihm – kaum dass er gefragt hatte – aus der Hand schoss.

## Die Augsburger Straße im „Neuen Westen“
Die Augsburger Straße wurde rasch Teil des „Neuen Westens“ mit seiner typischen Mischung aus gehobenem Wohngebiet, Geschäfts- und Vergnügungsviertel. Auch verkehrstechnisch wurde die Augsburger Straße zügig erschlossen. Ab 1895 fuhr die gelbe Linie der Berlin-Charlottenburger Straßenbahn durch die Augsburger Straße. 1900 wurde die Strecke von der Großen Berliner Straßenbahn übernommen und elektrifiziert. Die Gleise lagen im Abschnitt zwischen Lutherstraße und Kurfürstendamm, an der Rankestraße sowie der Nürnberger Straße kreuzten sie weitere Strecken. Am 11. Februar 1923 wurde die Straße letztmals planmäßig von Straßenbahnen befahren.
Frühzeitig wählten neben lokal prominenten Personen wie dem Charlottenburger Oberbürgermeister Kurt Schustehrus (um 1906, Augsburger 62) auch heute als einflussreich für die Moderne bekannte Persönlichkeiten hier ihren Lebensmittelpunkt. Bereits um 1895 wohnte in der Augsburger Straße 50, nah der Kreuzung Kurfürstendamm, wo sein Büro lag, für mehrere Jahre der Architekt August Menken. In der Nachbarschaft, der Nummer 48, lebte 1903 während seines ersten kurzen Berlinaufenthalts der junge Arnold Schönberg. Vor allem die im „Neuen Westen“ zentral gelegenen Pensionen boten günstig und zugleich langfristig auch Künstlern und Bohemiens Unterkunft. So wohnte ab dem 10. November 1900 für ein halbes Jahr der japanische Schriftsteller Iwaya Sazanami in einem Zimmer in der „Augusuburuku machi“ 21, sein Berliner Tagebuch dokumentiert das Berlin dieser Zeit für sein japanisches Publikum. Zwei Häuser neben Schönberg, in der Augsburger Straße 46, lebte 1903 der Dichter Victor Hadwiger, sein Zimmer übernahm Johannes Nohl, der so zu seinem damaligen Lebenspartner, dem bereits dort lebenden Erich Mühsam zog. In seinen Erinnerungen bezeichnete Mühsam sein möbliertes Zimmer als „Stätte reicher Erlebnisse und starker innerer Förderung für mich“, regelmäßige Gäste bei ihnen waren John Henry Mackay, Johannes Schlaf und Hanns Heinz Ewers.
Selbst Sujets der bildenden Kunst finden sich hier: 1911 malte der expressionistische Maler Ludwig Meidner sein Gemälde Gasometer in Berlin-Wilmersdorf. In ihm hielt er einen 1895 im östlichen Abschnitt der Augsburger Straße errichteten, 50 Meter hohen Gasbehälter fest. Der 81.000 Kubikmeter fassende Behälter wurde 1944 im Zweiten Weltkrieg zerstört und Anfang der 1950er Jahre abgerissen. An seiner Stelle, Ecke Fuggerstraße/Welserstraße, steht heute die Finow-Grundschule.

## Die Goldenen Zwanziger
In den „Goldenen Zwanziger Jahren“ war die Augsburger Straße Achse zwischen dem Kurfürstendamm und dem Motzstraßenviertel und bot renommierten Lokalitäten der Epoche Raum, in denen sich Halbwelt und Bohème mischten.
Vermutlich bereits in den 1910er Jahren oder früher gegründet, wurde die an der Augsburger Straße Ecke Kurfürstendamm gelegene Bar „Kakadu“ ein bedeutender Treffpunkt von Künstlern, Stars und Wirtschaftsführern. 1920 vergrößerte sich die Bar und nahm für sich in den kommenden Jahren in Anspruch, die „größte Bar Berlins“ zu sein. Bis in die 1930er Jahre währte der Barbetrieb, 1937 dann wurde aus der Bar eine „Weinstube“, 1938 gar eine Konditorei. 1943 wurde das Gebäude beschlagnahmt und in eine Unterkunft für den Reichsarbeitsdienst umfunktioniert, alliierte Bombentreffer zerstörten es später so stark, dass es abgerissen werden musste. Heute steht dort das Allianz-Hochhaus.

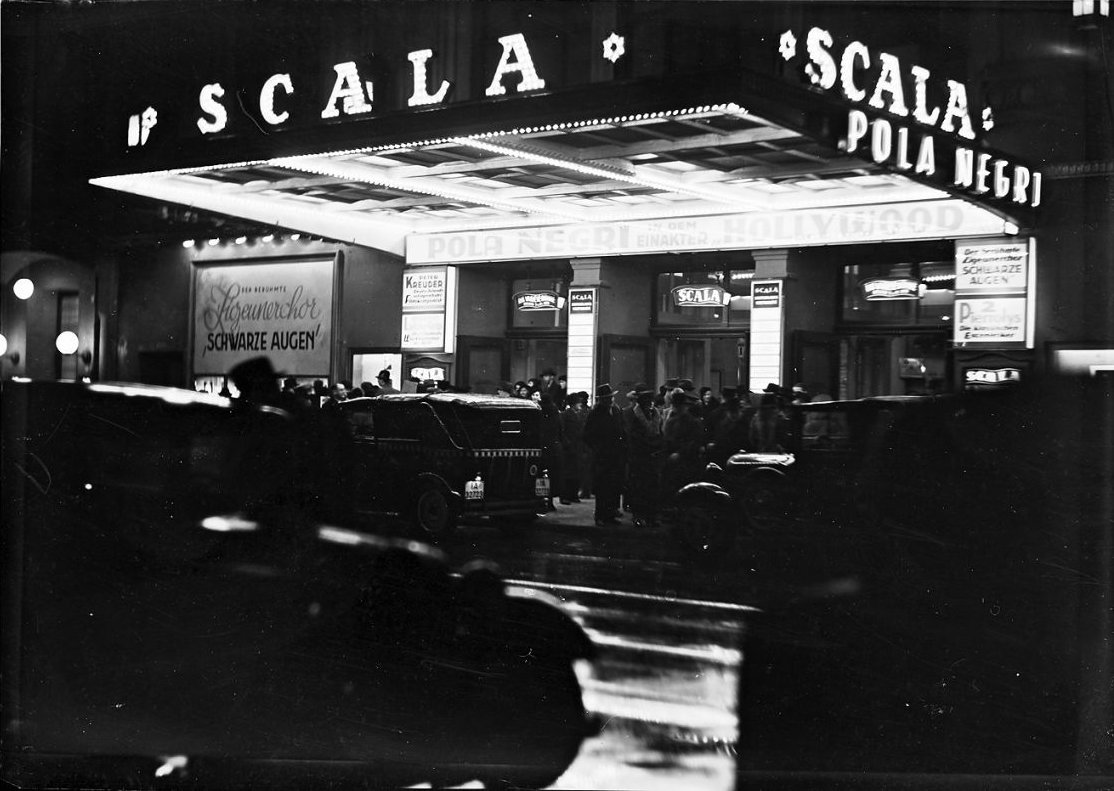
Die Scala, 1936

Direkt gegenüber, an der Ecke Joachimsthaler Straße, lag in der Augsburger Straße 36 „Maenz' Bierhaus“. Die von der Wirtin Änne Maenz und dem legendären Kellner Adalbert „Papa Duff“ Duffner betriebene Kutscherkneipe verzichtete auf die zu dieser Zeit gewohnte plüschige Einrichtung und wurde ab 1918 zu einem Künstlertreffpunkt vor allem für Schauspieler, Regisseure und Schriftsteller wie Ernst Lubitsch, Emil Jannings, Kurt Pinthus, Ernst Rowohlt, Fritzi Massary, Bertolt Brecht, Conrad Veidt, Jakob Tiedtke, Emil Orlik, Stefan Großmann, Alexander Granach und viele mehr. Der Autor Alfred Richard Meyer widmete dem Ort 1922 seine Schrift Maenz oder Maenzliches. Allzumaenzliches oder Die maenzliche Komödie.
An der Kreuzung zur Lutherstraße 21 (seit 1963: Martin-Luther-Straße 12) befand sich 1904 bis 1944 das Restaurant „Horcher“. Am Platz dahinter entstand 1920 mit der „Scala“ eines der berühmtesten Varietés Deutschlands, das bis zur Zerstörung des Gebäudes in der Nacht vom 22. zum 23. November 1943 bestand. Teile des Scala-Baus wurden ab 1960 provisorisch als Spielstätte des Kabaretts Die Wühlmäuse benutzt. Das Gebäude wurde später abgerissen und in den 1970er Jahren durch ein sachliches Wohngebäude ersetzt. Direkt gegenüber der „Scala“ befand sich zuerst die „Auguste Victoria-Säle“ und 1926 bis 1932 das „Original Eldorado“.

Anzeige des Clubs „Geisha“ von 1930 aus der Zeitung Die Freundin

In einer Pension in der Augsburger Straße 23 wohnten von 1921 bis 1926 bzw. von 1923 bis 1924 die Psychoanalytikerinnen Melanie Klein und Helene Deutsch, Schülerinnen des in der Rankestraße 24 lebenden Karl Abraham. In den „Goldenen Zwanzigern“ nahmen auch neusachliche Künstler ihr Domizil in der Straße. Der Maler Rudolf Schlichter hatte in den 1920er Jahren hier sein Atelier. In einer Pension in der Augsburger Straße lebte 1927 der Maler Christian Schad nach seinem Umzug nach Berlin, während er ein Atelier suchte. Im Erdgeschoss des Hauses befand sich ein Hutgeschäft, wo er einer Modistin begegnete, die ihm Modell für eines seiner bekanntesten Porträts stand: Lotte – Die Berlinerin. Bis etwa 1934 wohnte Otto Niemeyer-Holstein in der Augsburger Straße 62.
Auch das in der Gegend vitale und die Ära prägende homosexuelle Berlin fand in der Augsburger Straße seinen Niederschlag. So existierte von 1924 bis 1933 in der Augsburger Straße 72 die „Auluka-Diele“, eine lesbische Kneipe, die später im Gegensatz zu den sehr modischen Lokalen der umliegenden Straßen als „daneben bis an den Punkt der Extravaganz“ charakterisiert wurde. Unter derselben Adresse findet sich 1930 und auch 1932 noch der lesbische Club „Geisha“.

## Nationalsozialismus und Zweiter Weltkrieg

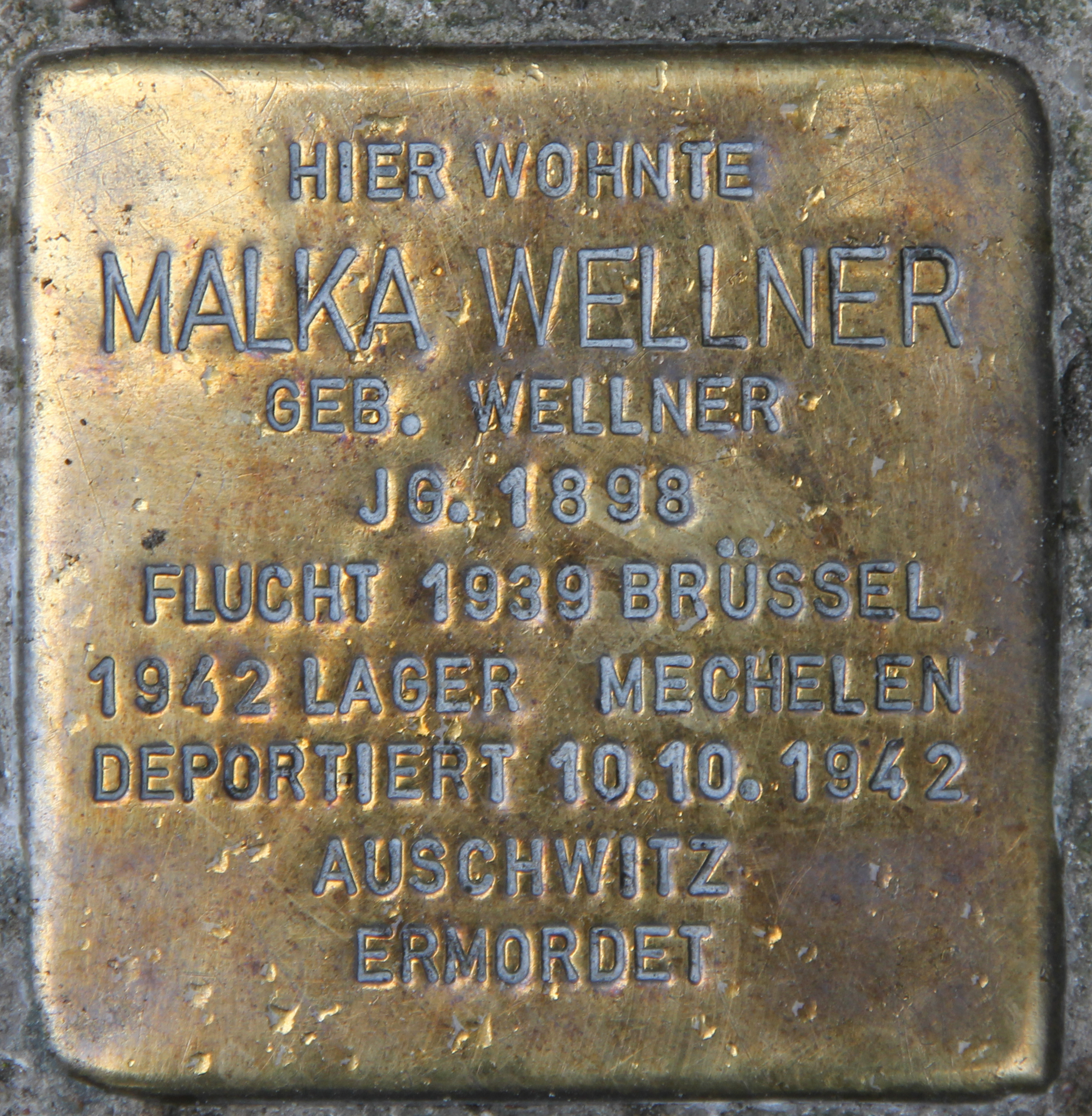
Stolperstein für Malka Wellner, Augsburger Straße 29

Das Vorgehen der Nationalsozialisten gegenüber der Berliner Bohème und der homosexuellen Szene beendete die „Goldenen Zwanziger“ auch in kultureller Hinsicht. In der Zeit des Nationalsozialismus verlor die Augsburger Straße ihren Charakter als Teil eines Zentrums von Kunst und Kultur. Bedeutung hatte die Straße in dieser Zeit allenfalls noch als Sitz der 1933 gegründeten und dem Reichswirtschaftsministerium unterstellten Überwachungsstelle für Kautschuk und Asbest.
Die ursprüngliche Mündungsspitze am Kurfürstendamm firmierte seit 1936 als eigenständiger Joachimsthaler Platz, seit 2023 Grünfeld-Ecke. Seit dieser Kappung um rund 50 Meter endet die westliche Augsburger Straße an der Joachimsthaler Straße und mündet nicht mehr direkt in den Kurfürstendamm.
Seit 1939 traf der Holocaust die jüdischen Anwohner auch der Augsburger Straße: Sieben Stolpersteine erinnern heute an ihr Schicksal. Unter den Opfern war auch der Theaterwissenschaftler Max Herrmann, der mit seiner Ehefrau, der Philologin Helene Herrmann, bis September 1942 in der Augsburger Straße 42 lebte und arbeitete. Beide wurden in das KZ Theresienstadt deportiert, wo Max Hermann binnen zweier Monate starb, Helene Herrmann überlebte noch bis zum Sommer 1944 und wurde dann im KZ Auschwitz ermordet.
Als teils unmittelbar hinter dem Kurfürstendamm und der Tauentzienstraße gelegene Straße erfuhr die Augsburger Straße im Krieg schwere Schäden: die Bebauung im Bereich zwischen Nürnberger und Ansbacher Straße war bei Kriegsende fast vollends zerstört, schwer beschädigt war auch der Straßenzug zwischen Ranke- und Marburger Straße, wo nur mittig noch Häuser standen. Im östlichen Bereich waren die Schäden etwas geringer, unberührt blieb jedoch kein Straßenzug. Der von Ludwig Meidner gemalte große Gasbehälter dort wurde 1944 zerstört und nicht wieder aufgebaut.

## Die Augsburger Straße in West-Berlin
In der unmittelbaren Nachkriegszeit hallte zeitweise noch die Infrastruktur der Straße aus den Goldenen Zwanziger Jahren nach. Bars wie die von 1955 bis 1961 existierende Robby-Bar (seither als Tabasco) in der Augsburger Straße 74 wurden zum Treffpunkt homosexueller Männer, 1958 fanden regelmäßig Treffen des von Käthe Reinhardt betriebenen lesbischen Frauen-Clubs Kati und Eva in der Augsburger Straße 52 Bei Irma statt.

### Straßenstrich der Nachkriegszeit
Während die ehemalige Vergnügungsstraße unmittelbar nach dem Krieg von Zeitzeugen noch als „keine Laufgegend“ charakterisiert wurde, entwickelte sich dort in den folgenden Jahren ein immer stärker frequentierter Straßenstrich. Bereits anlässlich der Währungsreform im Jahr 1948 berichtete der Spiegel von den „Damen der […] Zunft am Kurfürstendamm und in der Augsburger Straße“, die „im allgemeinen doppelt so teuer“ seien wie jene an der Friedrichstraße. Ein Bericht aus dem Jahr 1950 spricht von der Augsburger Straße als „Berlins sündiger Straße“ und erwähnt ein „Privatbordell“.
Prostitution blieb in der Straße keine Erscheinung der unmittelbaren Nachkriegszeit, die Ecke Augsburger/Joachimstaler Straße wurde zeitweise Sinnbild der Prostitution in West-Berlin. Ein Ende 1959 veröffentlichter DEFA-Film, der propagandistisch die Berliner Stadthälften vergleicht, zeigt erst die Straßenschilder der Augsburger und Joachimstaler Straße, dann Prostituierte und unterlegt es mit dem Kommentar „Hier gibt es alles, hier kann man einfach alles kaufen […]“. Mitte der 1960er Jahre galt die Augsburger als „Straße, die ihrer amourösen Offerten wegen notorisch ist“, 1965 war von „einigen hundert Mädchen“ im Block Augsburger, Ranke- und Joachimstaler Straße die Rede. Der Ruf der Straße war so explizit, dass Helen Vita und Edith Hancke sie in einem zeitgenössischen Lied mit den Worten besangen: „Joachimstaler Straße Ecke Augsburger Straße / da weht ein scharfer Wind / lange Stiefel, kurze Röcke / so spazieren sie um die Ecke / Tag und Nacht, mein schönes Kind“, um abschließend zu fragen „Was ist mit der Ecke denn bloß los?“.

### Wiederaufbau

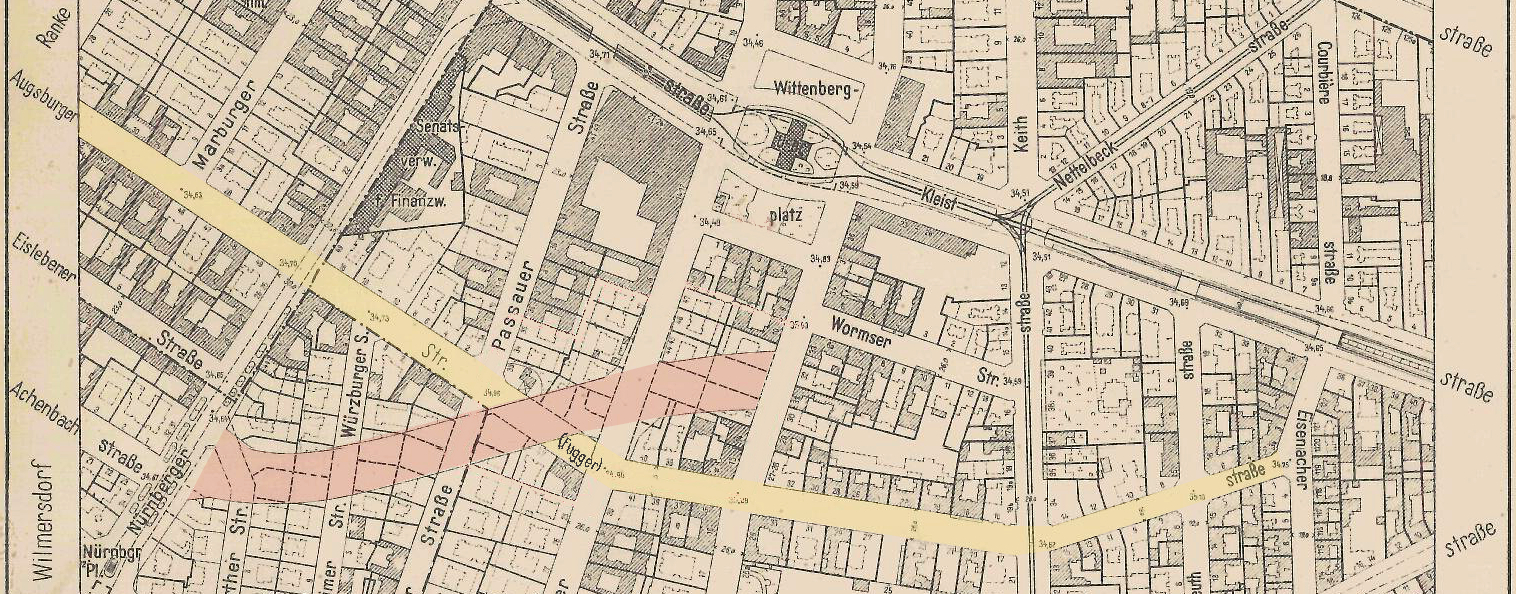
Kriegsschäden und Teilung der Augsburger Straße, dargestellt auf Grundlage des Bebauungsplans 1958 (Ausschnitt).
Rot: die neue Südtangente (Lietzenburger Straße)
Gelb: historischer Verlauf der Augsburger Straße (Ecke Joachimstaler Straße fehlend), östlich der Südtangente als angehende Fuggerstraße markiert
Schwarz schraffiert: kennzeichnet erhaltene Bebauung,
Weiß ausgefüllte Umrisse: Ruinen

Viele der Kriegsruinen standen noch bis weit in die 1950er Jahre, erst dann begann der Wiederaufbau. Ihm wichen teilweise auch noch erhaltene Gebäude, die neuen Entwürfen für die Gestaltung der Stadt im Wege waren. In der Augsburger Straße machte sich dies zwischen Ranke- und Marburger Straße bemerkbar: bis in die 1950 standen dort noch einige wenige Häuser. Dann wurden sie abgerissen und wichen einem Parkplatz für Ku’damm-Besucher.
Von besonderem Gewicht für die Augsburger Straße war eine spezielle stadtplanerische Entscheidung: Der östliche Abschnitt hinter der Kreuzung Passauer Straße wurde durch die Verlängerung der Lietzenburger Straße als Teil der geplanten Südtangente abgetrennt und am 29. Oktober 1957 in Fuggerstraße umbenannt. Seitdem verläuft die stark gekürzte Augsburger Straße nur noch als südliche Parallelstraße der Tauentzienstraße von der Joachimsthaler bis zur Passauer Straße.
Durch die Teilung wurde die Augsburger Straße nicht nur deutlich verkürzt, sondern verlor auch einen besonders geschichtsträchtigen Abschnitt. Heute ist die Fuggerstraße Teil des um den Nollendorfplatz gelegenen Kiezes, der mit zahlreichen schwulen Kneipen, Clubs, Geschäften und Diskotheken an die historische Bedeutung der Gegend anknüpft.

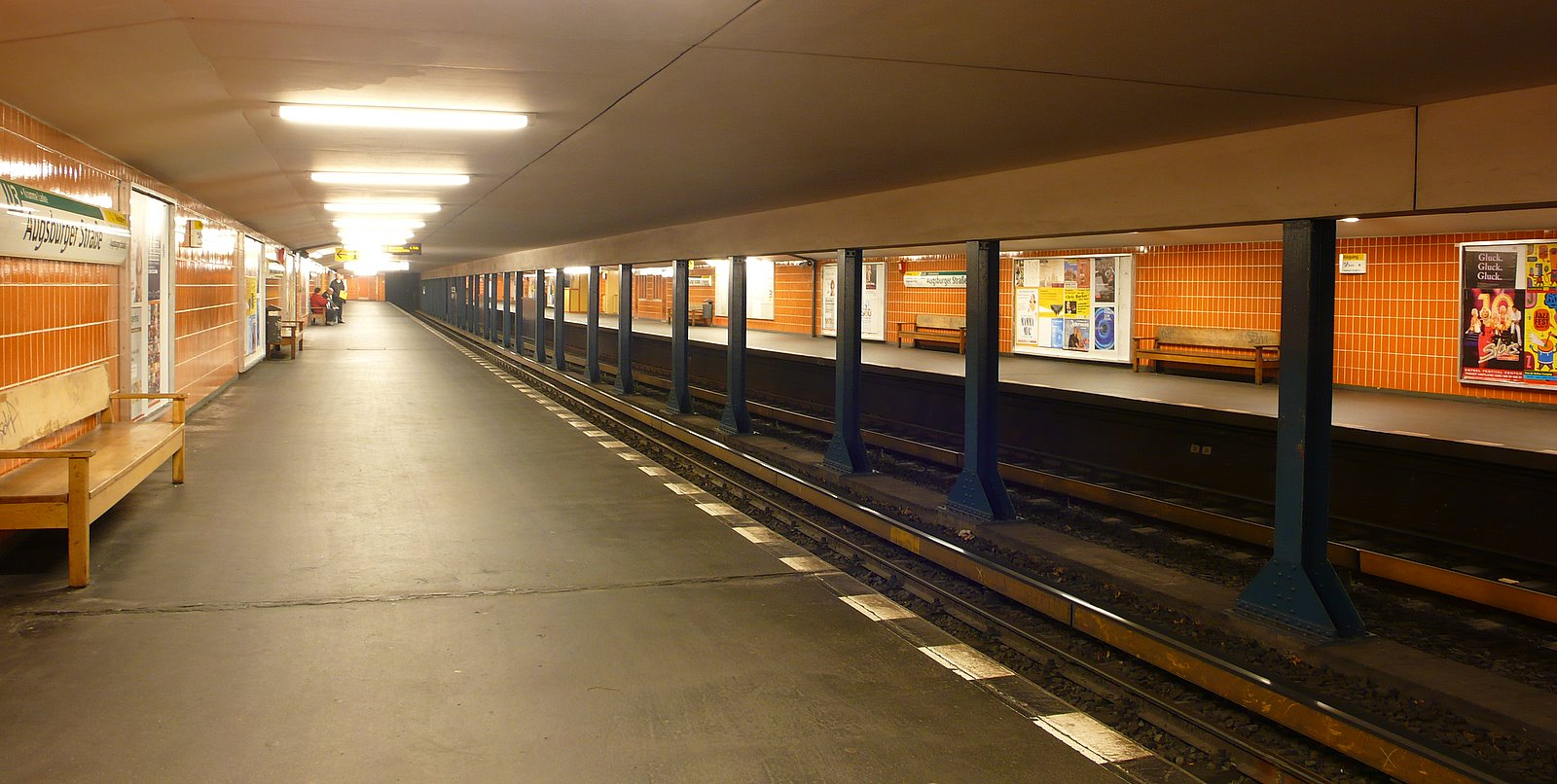
U-Bahnhof Augsburger Straße (vor der Sanierung)

Von 1959 bis 1961 wurde der U-Bahnhof Augsburger Straße errichtet, der heute als Bahnhof für die Linie U3 fungiert. Er ist laut Denkmalliste der Stadt heute das einzige Denkmal der Straße, oberirdisch hat die Augsburger Straße keinerlei Denkmäler.
Am 21. März 1967 wurde am östlichen Ende der Augsburger Straße das Hotel Alsterhof Berlin eröffnet. Das alte Haus wurde ab 1997 durch ein neues, siebengeschossiges Gebäude ersetzt und besteht seither als 4-Sterne-Haus. 2014 wurde das Haus von der Kette Scandic Hotels übernommen, seither firmiert es als Scandic Berlin Kurfürstendamm.
Die seit dem Zweiten Weltkrieg bzw. dem Abriss der Ruinen in den 1950er Jahren bestehende und lange als Parkplatz genutzte Baulücke zwischen Ranke- und Marburger Straße wurde am 29. November 1982 durch Anlage des Los-Angeles-Platzes geschlossen. Parkraum bietet seitdem eine darunter gelegene Tiefgarage. Er ist die einzige öffentlich zugängliche Grünanlage zwischen dem Großen Tiergarten und der Universität der Künste, wurde aber zum 1. Januar 1997 an den Parkhaus-Betreiber Contipark verkauft.

## Neubebauung der Ecke Joachimsthaler Straße von 1998 bis 2005

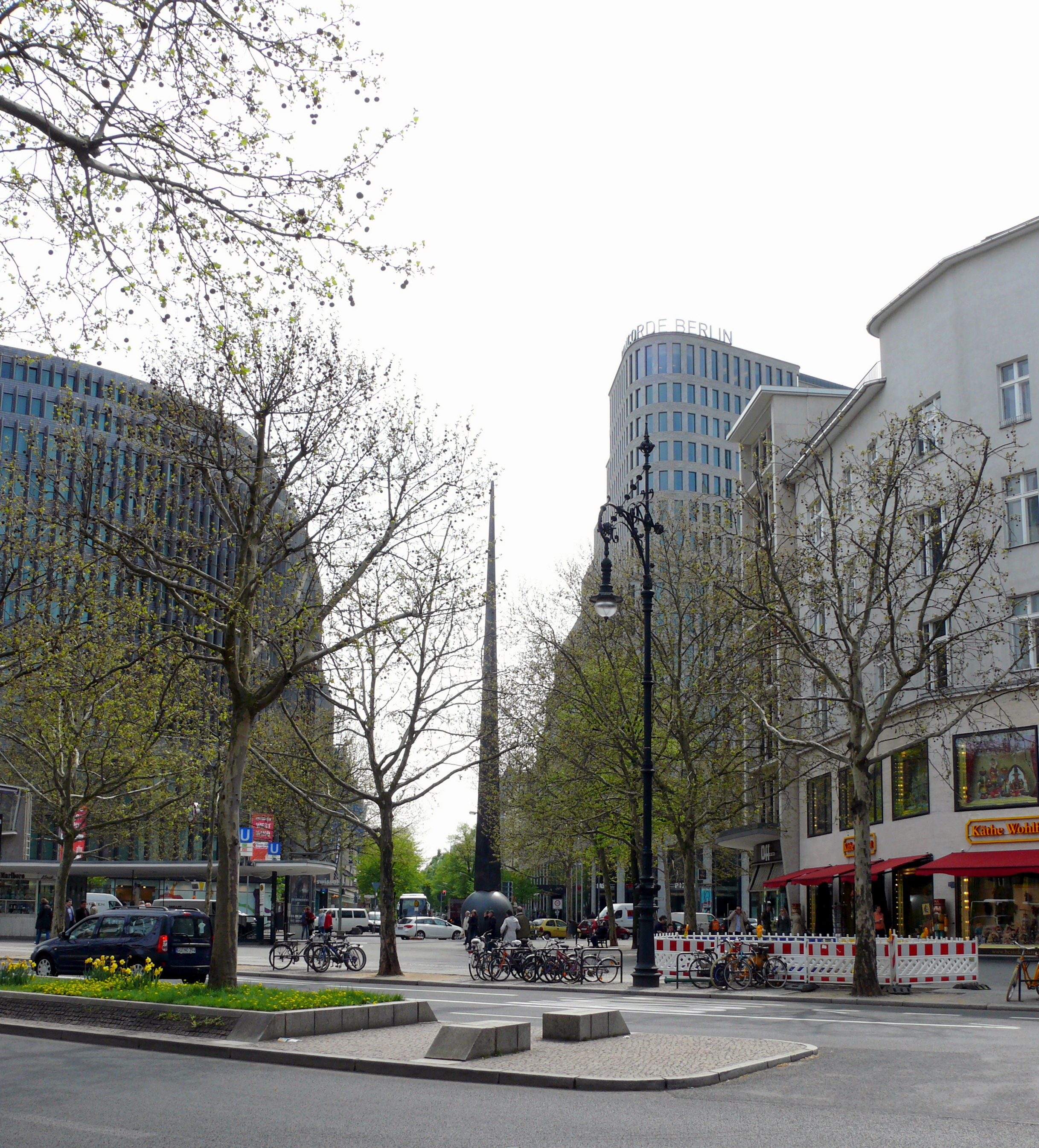
Einmündung der Augsburger Straße in die Joachimsthaler Straße; links das Ku’damm-Eck, rechts hinten das Hotel Dorint (fotografiert vom Kurfürstendamm aus)

Nach der deutschen Wiedervereinigung hat die „City West“ ihre Rolle im Kontext der Gesamtstadt neu definiert. In der Augsburger Straße wurde dies besonders deutlich an den beiden Eckgrundstücken zur Joachimstaler Straße mit ihrer unmittelbaren Nähe zum Kurfürstendamm.
Das Alte Ku’damm-Eck mit seiner Architektur im Stil der 1970er Jahre wurde 1998 abgerissen und durch das neue Ku’damm-Eck von 2001 ersetzt. In dem zehngeschossigen und 45 Meter hohen Gebäude der Architektensozietät Gerkan, Marg und Partner liegt in der Augsburger Straße der Eingang des Fünfsterne-Hotels Swissôtel Berlin.
An der gegenüberliegenden Ecke zur Joachimstaler Straße wurde das alte C&A-Kaufhaus 2002 nach den Umzug von C&A ins Ku’damm-Eck abgerissen, 2005 wurde ein weiteres Fünfsterne-Hotel mit auffälliger Architektur eröffnet. Das über 60 Meter hohe Gebäude nach Entwürfen des Architekten Jan Kleihues erhielt mehrere Auszeichnungen. Es hieß zunächst Hotel Concorde Berlin, ab 2014 Sofitel Berlin Kurfürstendamm und seit 2020 Dorint Kurfürstendamm Berlin.

## Die Augsburger Straße seit der Jahrtausendwende

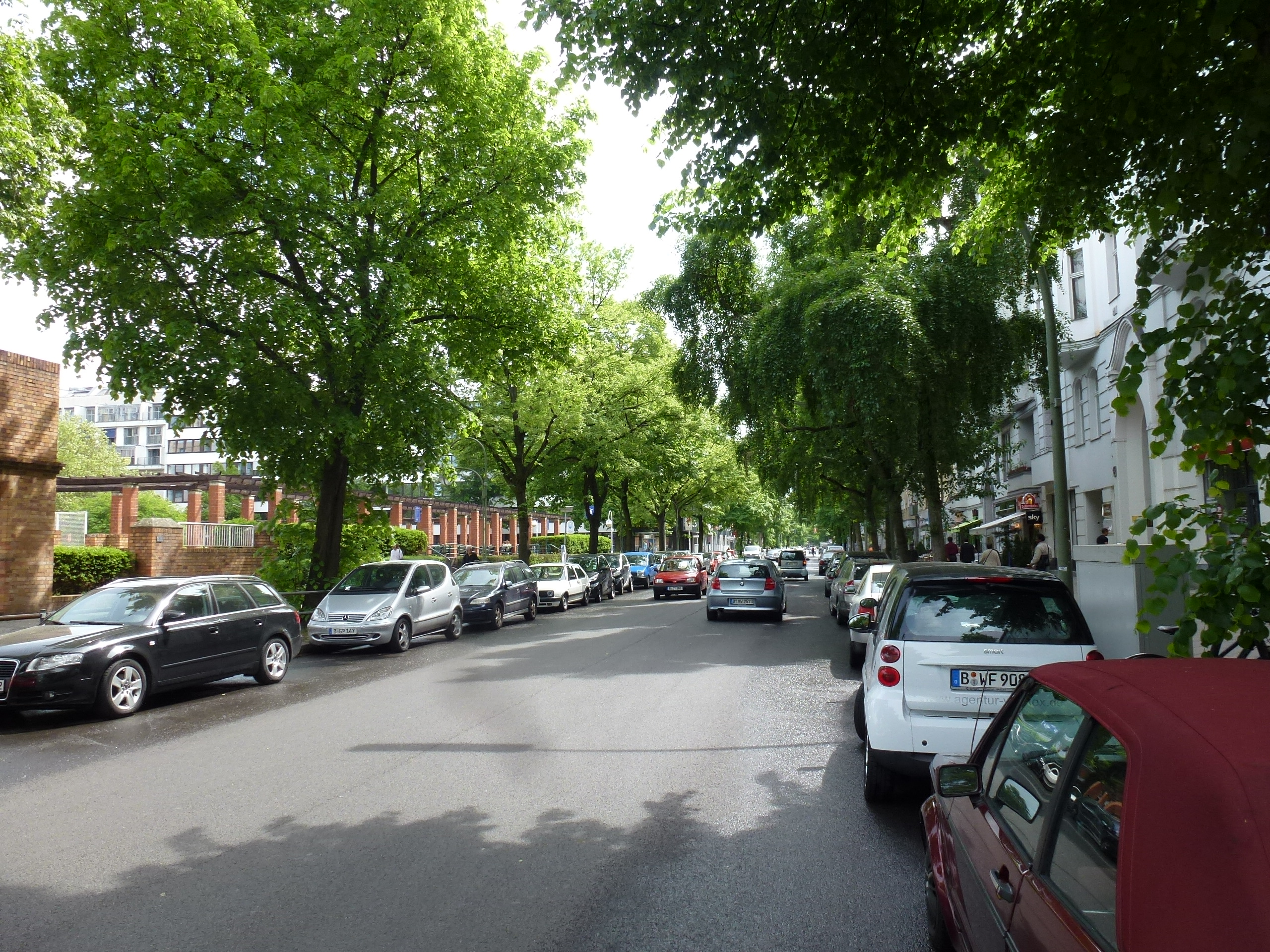
Am Los-Angeles-Platz

Die Augsburger Straße ist heute eine Hotel-, Wohn- und Geschäftsstraße, rund 620 Meter lang und etwas über 26 Meter breit. Der Flächennutzungsplan weist die anliegenden Grundstücke westlich der Nürnberger Straße als gemischte Baufläche, östlich davon als Wohnbaufläche aus. In den entsprechenden Bebauungsplänen ist der Straßenbereich weitgehend als Mischgebiet, nur westlich der Rankestraße als Kerngebiet ausgewiesen. Westlich liegen die großen Hotels, östlich davon kleinere Einzelhändler, Bürodienstleister und Gastronomen.
Die Wohnbebauung besteht mehrheitlich aus Altbauwohnungen gegenüber dem Los-Angeles-Platz sowie Neubauten am östlichen Straßenende. Relativ viele Menschen wohnen hier in einer zwischen 1986 und 1988 errichteten Wohnanlage des sozialen Wohnungsbaus, die bis in die Passauer Straße reicht und 156 Mieter hat. Der Wegfall der Mietförderung durch den Senat führte im Jahr 2003 durch die Wohnungsgesellschaft degewo zu einer Verdopplung bis Verdreifachung der Miete. Proteste der Mieter blieben vergeblich, rund ein Viertel der Anwohner musste daraufhin die Wohnung kündigen und ausziehen.
Wirtschaftlich standen sich die Bewohner der Augsburger Straße zu Beginn der 2000er Jahre relativ gut: für das Jahr 2005 liegen Zahlen zur Kaufkraft pro Kopf vor, nach denen jeder Einwohner über eine Kaufkraft von 20.643 Euro verfügte. Dieser Wert lag deutlich über dem Berliner Mittelwert von 16.700 Euro, blieb aber ebenso klar unterhalb des Charlottenburg-Wilmersdorfer Mittelwertes von 22.289 Euro.

## Nachweise
1. 1 2  
Augsburger Straße. In: Straßennamenlexikon des Luisenstädtischen Bildungsvereins (beim Kaupert), abgerufen am 23. Dezember 2012.
2. 1 2 3  
Messung anhand Google Maps mit Maps Labs-Entfernungsmesser, abgerufen am 23. Februar 2013
3. 1 2  
Julius Straub (Hrsg.): Plan von Berlin, Beilage zum Berliner Adressbuch 1893, 1893, alt-berlin.info (Memento vom 28. Januar 2016 im Internet Archive) abgerufen am 10. Februar 2013
4. ↑  
Joachim Schlör: Das Ich der Stadt. Debatten über Judentum und Urbanität, 1822–1938, 2005, ISBN 978-3-525-56990-0, S. 71–72
5. ↑  
Berlin-Kalender. In: Berlinische Monatsschrift (Luisenstädtischer Bildungsverein). Heft 7, 1999, ISSN 0944-5560, S. 120–127 (luise-berlin.de – S. 126, 1890 in der Widwestshow …).
6. ↑  
125 Jahre Ku'damm (1): Spiel mir das Lied vom Ku'damm. In: Tagesspiegel. 2. Mai 2011 (archive.org).
7. ↑  
Bahninfo Regional – Berlin/Brandenburg. berlin.bahninfo.de; abgerufen am 16. Dezember 2013
8. ↑  
H. Bombe: Berliner Pferde-Eisenbahn 1865–1894 – Berlin-Charlottenburger Straßenbahn 1894–1919. In: Der Berliner Verkehrsamateur, 8/1955, S. 3
9. ↑  
Berlin-Charlottenburger-Straßenbahn – Chronik – Bahnen im Berliner Raum – Straßenbahn. berliner-bahnen.de; abgerufen am 10. Februar 2013
10. ↑  
Große Berliner Straßenbahn – Chronik – Bahnen im Berliner Raum – Straßenbahn. berliner-bahnen.de; abgerufen am 10. Februar 2013
11. ↑  
Reinhard Schulz: Straßenbahn in bewegten Zeiten. Berlin und seine Straßenbahnen zwischen 1920 und 1945. In: Verkehrsgeschichtliche Blätter, 4/2005, S. 98
12. ↑  
Kurt Schustehrus. In: Lexikon Charlottenburg-Wilmersdorf von A bis Z des Bezirksamts, abgerufen am 11. Januar 2023
13. ↑  
Hainer Weißpflug: Menken, August. In: Hans-Jürgen Mende, Kurt Wernicke (Hrsg.): Berliner Bezirkslexikon, Charlottenburg-Wilmersdorf. Luisenstädtischer Bildungsverein. Haude und Spener / Edition Luisenstadt, Berlin 2005, ISBN 3-7759-0479-4 (luise-berlin.de – Stand 7. Oktober 2009).
14. ↑  
Augsburger Straße 48. In: Berliner Adreßbuch, 1903, Teil 3, S. 31. „Schönberg, A.,Tonkünstler“.
15. ↑  Iwaya Sazanami: Berliner Tagebuch November & Dezember 1900. Eingeleitet, übersetzt und annotiert von Annette Joffe. 2007, S. 65 hu-berlin.de (PDF; 8,1 MB)
16. ↑  
Erich Mühsam: Unpolitische Erinnerungen in: Ausgewählte Werke, Bd. 2: Publizistik, Berlin 1978, S. 513
17. ↑  
Peter Dudek: Ein Leben im Schatten, 2004, ISBN 3-7815-1374-2, S. 32
18. ↑  
Ludwig Meidner Gesellschaft e. V. Abgerufen am 10. November 2024.
19. ↑  
Gudrun Blankenburg, Irene von Götz: Das zerstörte Schöneberg – Ruinenfotos von Herwarth Staudt, ISBN 978-3-930388-97-4, 2015, S. 153–155
20. ↑  
Carolin Stahrenberg: Hot Spots von Café bis Kabarett: Musikalische Handlungsräume im Berlin Mischa Spolianskys 1918–1933, 2012, ISBN 978-3-8309-2520-0, S. 137–158
21. 1 2 3  
Michael Bienert: Mit Brecht durch Berlin. ISBN 3-458-33869-1, 1998, S. 34
22. ↑  
Jürgen Schebera: Damals im Romanischen Café – Künstler und ihre Lokale im Berlin der zwanziger Jahre. Rev. Neuausg. Berlin: Das Neue Berlin. 2005, ISBN 3-360-01267-4, S. 102–105
23. ↑  
Sabine Rewald, Ian Buruma, Matthias Eberle: Glitter and Doom: German Portraits from the 1920s. 2008, ISBN 978-1-58839-200-8, S. 137
24. ↑  
Jutta Hülsewig-Johnen: Wie im richtigen Leben? – Überlegungen zum Porträt der Neuen Sachlichkeit. In: Neue Sachlichkeit – Magischer Realismus. Kunsthalle Bielefeld, Bielefeld 1990 (Katalog zur Ausstellung in der Kunsthalle Bielefeld).
25. ↑  Link zum Bild (Memento vom 11. März 2016 im Internet Archive)
26. ↑  
Verena Dollenmaier: Die Erotik im Werk von Christian Schad. 2005, Dissertation; refubium.fu-berlin.de abgerufen am 11. Januar 2023
27. ↑  Adressbuch bis 1935
28. ↑  
Willkommen im Eldorado! In: eldoradoberlin.de. Archiviert vom Original; abgerufen am 14. Februar 2013.
29. ↑  
Florence Tamagne: History of Homosexuality in Europe, 1919–1939. 2005, ISBN 978-0-87586-356-6, S. 41
30. ↑  
Susanne Heim: Kalorien, Kautschuk, Karrieren. Pflanzenzüchtung und landwirtschaftliche Forschung in Kaiser-Wilhelm-Instituten 1933 bis 1945. 2003, ISBN 978-3-89244-696-5, S. 129
31. ↑  
Hainer Weißpflug: Joachimstaler Platz. In: Hans-Jürgen Mende, Kurt Wernicke (Hrsg.): Berliner Bezirkslexikon, Charlottenburg-Wilmersdorf. Luisenstädtischer Bildungsverein. Haude und Spener / Edition Luisenstadt, Berlin 2005, ISBN 3-7759-0479-4 (luise-berlin.de – Stand 7. Oktober 2009).
32. ↑  
Levke Harders: „Stolpersteine“ für Helene und Max Herrmann sowie für Käte Finder In: ZtG – Blog / Gender Studies an der Humboldt-Universität zu Berlin, 19. März 2009, Online (Memento vom 9. April 2009 im Internet Archive), abgerufen am 23. Februar 2013
33. ↑  
alt-berlin.info: Gebäudeschäden 1945, Verlag: B.Aust i. A. des Senators für Stadtentwicklung und Umweltschutz (Memento vom 18. Dezember 2015 im Internet Archive), abgerufen am 16. Februar 2013
34. ↑  Abgerissene Gasbehälter (Gasometer) und Gaswerke in Europa. (Memento vom 27. November 2012 im Internet Archive) gaswerk-augsburg.de; abgerufen am 23. Dezember 2012.
35. ↑  Claudia Schoppmann: Uns hat doch eigentlich nur zusammengehalten, dass wir anders waren als die andern – Erwin „Isabella“ Friedrich (1902–1990) In: Mitteilungen der Magnus-Hirschfeld-Gesellschaft, Nr. 65/66, 2020, S. 70–84.
36. ↑  
Ursula Gesche: Überwiegend Schönes. 2005, ISBN 3-938399-10-4, S. 64
37. ↑  
Der billigste Tag. In: Der Spiegel. Nr. 26, 1948, S. 5 (online – 26. Juni 1948).
38. ↑  
Menschenraub: Begangen an Emil Dowideit. In: Der Spiegel. Nr. 36, 1950, S. 10 (online – 6. September 1950).
39. ↑  
Interview mit Berlin – 10 Jahre Deutsche Demokratische Republik 1949–1959. 1959, 17:07 Min. Filmdatenbank der DEFA-Stiftung; abgerufen am 11. Januar 2023
40. ↑  
Hilton: Weg nach oben. In: Der Spiegel. Nr. 41, 1964, S. 89 (online – 7. Oktober 1964).
41. ↑  
Gesellschaft / Prostitution: Hausen und Hegen. In: Der Spiegel. Nr. 15, 1965, S. 67 (online – 7. April 1965).
42. 1 2  Die Drogenszene ist fort: Der Los-Angeles-Platz gehört seit drei Jahren einer Firma: Nachts bleibt der Privatpark geschlossen. (Memento vom 14. Januar 2016 im Internet Archive) In: Berliner Zeitung, 25. August 1999.
43. ↑  Denkmaldatenbank. (Seite dauerhaft nicht mehr abrufbar, festgestellt im November 2024. Suche in Webarchiven) stadtentwicklung.berlin.de; abgerufen am 23. Dezember 2012.
44. ↑  
Landesarchiv Berlin (Hrsg.): Berlin-Chronik, Online-Version, abgerufen am 23. Februar 2013
45. ↑  
Bebauungsplan IX-171 Begründung (Memento vom 27. Dezember 2015 im Internet Archive) (PDF; 628 kB) Berlin.de, 1997, abgerufen am 28. Februar 2013
46. ↑  
Chronik: Berlin im Jahr 1982. (Memento vom 5. Januar 2016 im Internet Archive) In: Fakten Tag für Tag, Luisenstädtischer Bildungsverein, abgerufen am 11. Januar 2023.
47. ↑  
Augsburger Straße, Berlin-Charlottenburg (Straße / Platz). berliner-stadtplan.com; abgerufen am 24. Dezember 2012.
48. ↑  
Ku’damm Eck. In: Lexikon Charlottenburg-Wilmersdorf von A bis Z des Bezirksamts, abgerufen am 11. Januar 2023
49. 1 2  
bebauungsplan 7 13bb abz.pdf (Memento vom 27. Dezember 2015 im Internet Archive) (PDF; 652 kB) berlin.de, abgerufen am 28. Februar 2013
50. ↑  
Flächennutzungsplan Berlin, aktualisierte Arbeitskarte, Stand: November 2012, PDF (Memento vom 27. Dezember 2015 im Internet Archive), abgerufen am 28. Februar 2013
51. ↑  
Festgesetzter Bebauungsplan VII-B. Bezirksamt Charlottenburg, 1986, abgerufen am 28. Februar 2013
52. ↑  
Andrej Holm: Die Bindung an die Kostenmiete wird in Berlin zum Problem. In: MieterEcho, 312, Oktober 2005; bmgev.de
53. ↑  
Birgit Leiß: Warten auf eine Entscheidung In: MieterMagazin, Januar/Februar 2004, Berliner Mieterverein Online, abgerufen am 22. Februar 2013
54. ↑  
Geschäftsstraßenbericht Charlottenburg-Wilmersdorf 2005, Anlage 3: Kaufkraft Geschäftsstraßen im Verhältnis Bezirk und Berlin D, 2005; PDF (Memento vom 5. Januar 2016 im Internet Archive) Bezirksamt Charlottenburg-Wilmersdorf von Berlin / Wirtschaftsberatung; abgerufen am 22. Februar 2013